# Jonatan Briel

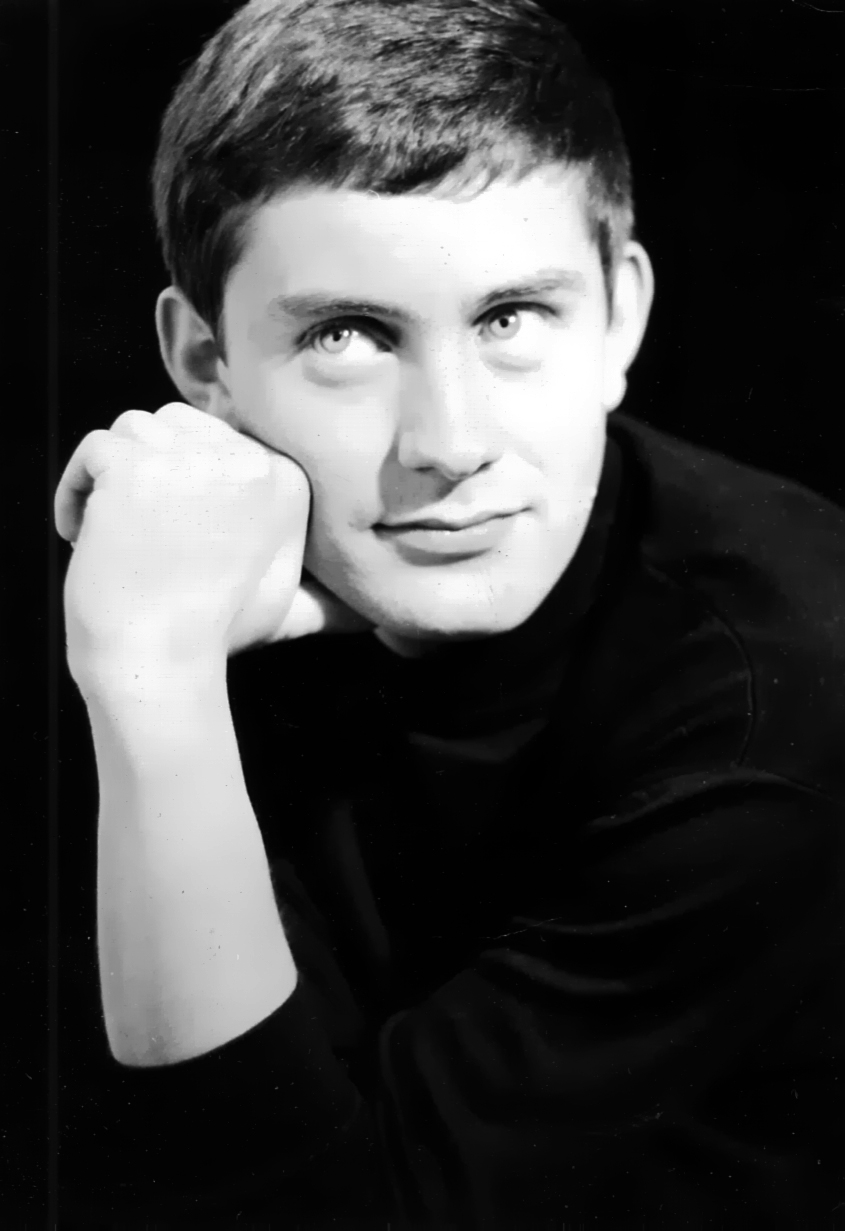
Jonatan Briel

Jonatan Karl Dieter Briel (* 9. Juni 1942 in Bodenwerder; † 26. Dezember 1988 in Berlin) war ein deutscher Regisseur, Drehbuchautor und Darsteller.

## Leben
Jonatan Briel wurde 1942 in Bodenwerder an der Weser geboren und wuchs in Holzminden auf. Dort durchlief er von 1959 bis 1962 eine Verwaltungslehre. Er gründete 1962 das „Jugendfilmstudio Holzminden“ und war bis 1964 dessen Direktor. Ab 1965 war er Beamter in der staatlichen Verwaltung am Fehrbelliner Platz. Er wurde Assistent von Peter Lilienthal. 1966 wechselte Jonatan Briel an die Deutsche Film- und Fernsehakademie Berlin (DFFB). Sein erster Film hieß der 300ste Geburtstag. Diesen Film drehte er im Kurs von Wolfgang Staudte. Der Inhalt dieses Films spiegelt K.D. Briels Erfahrung mit der Bürokratie wider. Drehort war sein alter Arbeitsplatz am Fehrbelliner-Platz in West-Berlin. Die Darsteller des Films waren Laien. Der Kameramann war Gerry Schum von der DFFB und der Regieassistent aller seiner Filme an der Akademie war Norbert Maas, ein Theaterstudent. K.D.Briel drehte die Kurzfilme: über das Marionettentheater nach einer Geschichte von H.v. Kleist und "Unter Aufsicht", eine filmische Szenen-Adaption des Theaterstücks von Jean Genet mit den Schauspielstudenten Ulrich Gressieker und Heinrich Gieskes. Seit 1970 war er unabhängiger Filmemacher beim Sender Freies Berlin (SFB) und lehrte ab 1982 an der Universität der Künste in Berlin.
Jonatan Briels Wahlheimat war ab 1965 Berlin, dort lebte und arbeitete er bis zu seinem Tode. Als intensive Vorbereitung zur Erstellung von Drehbüchern und Filmen bereiste er schon in sehr jungen Jahren alle wichtigen Metropolen Europas, insbesondere die Orte, die das Leben seiner Protagonisten prägten. Künstlerische Interaktionen und Studienzwecke führten ihn auch für lange Zeit nach Amerika – er lebte und wirkte dort in New York, Washington, San Francisco, Los Angeles und Boston.

## Pressestimmen
„...Jonatan Briel weist sich mit seinen drei Film-Porträts berühmter Persönlichkeiten der deutschen Literatur als Spezialist für das schwierige Genre des biographischen Films aus. 1969 entstand sein Heinrich von Kleist-Film "Wie zwei fröhliche Luftschiffer; 1971 drehte er "Jonatan Briels Lenz", eine Biographie von Goethes Jugendfreund, Jakob Michael Reinhold Lenz; 1975 vollendete er "Glutmensch", ein Portrait des Dichters und Dramatikers Christian Friedrich Hebbel. Eine Briel-Filmbiographie ist immer auch zugleich eine persönliche Begegnung mit dem Protagonisten; Briels Filmstil versucht, das Lebensgefühl der jeweiligen Epoche einzufangen und wiederzugeben. Jonatan Briel arbeitete mit kleinem Budget; Drehort war meistens West-Berlin. Der ungewöhnliche Charakter seiner Filme stellt eine Herausforderung an seine Kritiker dar. Der Drehbuchautor und Regisseur Briel setzt sich so lange und intensiv mit einem Thema auseinander, bis er Inhalt und Struktur eines Projekts vollständig verinnerlicht hat. 1976 und 1982 zeigte das Arsenal-Kino in Berlin Retrospektiven der Jonatan Briel Filme - ein Erlebnis für den Liebhaber des Neuen Deutschen Films...“

„...there is much conviction about this difficult film and contributing to the conviction, the leading prayer has even a striking resemblance to the poet playwright. Both technically and artistically an utterly unconventional film that requires a receptive viewer...“

„...the literary analysis of Heinrich von Kleist as it is created by K. D. Briel shows that it is well worth having faith in the German film...“

„at the Locarno Festival Briel was highly successful with his film about Heinrich von Kleist and was given much attention abroad, where his film was widely discussed and reviewed in the USA, France and Italy. His film about Berlin deserves even more attention. It was shown on the German Television at the night-studio-series „Camera-Films“. It is - at last – a film which demonstrates the courage to compose impressions of Berlin, completely detached from any ‚modern’ trend. It is necessary to see the color version because color is here one of the main composition factors. Past and future times are shown in warm and normal shades, the present is however painted in manipulated and detachment-provoking colours. The Gedächtniskirche (Empirial Memorial Church) appears in an empty grey-blue, the Reichstag (Parliament) – shot from a railway territory – freezes in a pale midnight-blue, empty railway sidings in the front – itself  beoming an empty siding. The Russian Church appears in all shades of blue, radiating in turquoise and rose (pink). This is the scenario of the colors. Much more important ist he whole film as a >picture-puzzle<, showing a threefold face of Berlin:
the old imperial and fascist Berlin, the old „Reichshauptstadt“, then the newly constructed Berlin, built into cool sand, around the Breitscheidplatz, the New Memorial Church. And finally Berlin as it is talked about by the old (lady) Berlin Lady Adelheide Pickert – the Berlin to be – the Berlin which is becoming European Center without dead weights from the past, the geographical center of a free Europe. Here – as Briel puts it – the future of the progressive young people may be created. In facht the portrait of the 90-years-old former great singer Adelheide Pickert (famous as Mahler-interprete around 1910) is not manipulated into this film- her person corresponds exactly to the outward emptiness. The things she says are very far out, strangely brilliant – creating a counterpoint to the filmed atomosphere of the 1970 Berlin summer.
With a first-class fotography, a brilliant and imaginative scenario, far away from any clichee, supported by the long-drawn, mind-penetrating and beautifully composed music, making visible the essence, this film shows that images can be regarded as they are – that there is nothing mysterious about them. There is no clichee, there is poetry, there is tension created by colors and cuts.“

## Filmografie

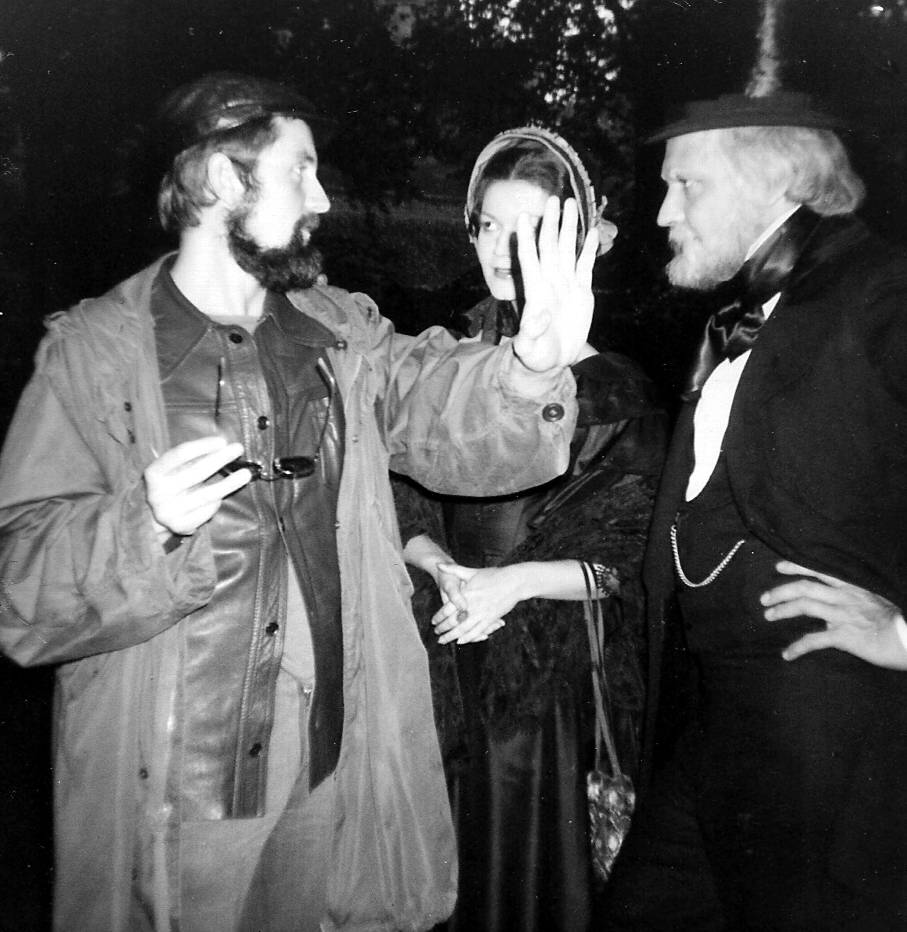
Dreharbeiten zu Glutmensch: Jonatan Briel, Brigitte Reimers, Werner Brunn

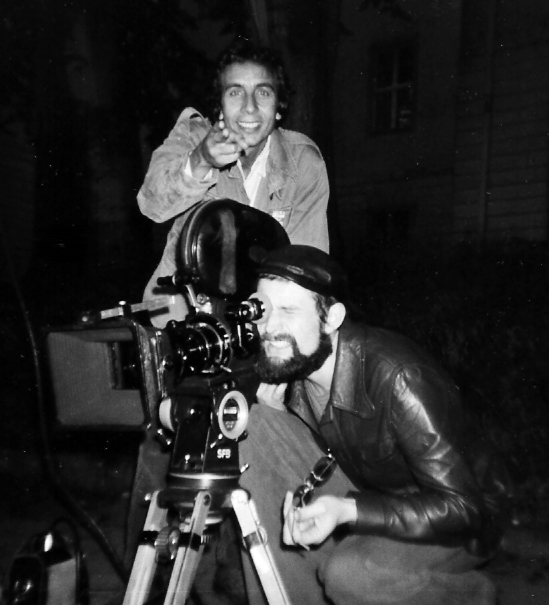
Dreharbeiten zu Glutmensch: Jonatan Briel hinter der Kamera

- 1969 Wie zwei fröhliche Luftschiffer, 85 min; Drehbuch und Regie: Jonatan Briel; DFFB Produktion; lief als deutscher Beitrag bei den Filmfestspielen in Locarno 1970

Inhalt: Die letzten drei Tage im Leben von Kleist
- 1970 Gewogen und für zu schwer befunden; TV-Dokumentation, 45 min.; SFB-Produktion
- 1970 Berlin Berlin Berlin, 45 min., Experimentalfilm; Drehbuch, Regie und Produktion: Jonatan Briel
- 1971 Jonatan Briels Lenz – Eine deutsche Physiognomie, 120 min.; Drehbuch und Regie: Jonatan Briel; ZDF-Produktion

Inhalt: Erzählungen aus dem Leben eines Freundes des jungen Goethe (Lenz) als eine sichtbare Parallele zum Lebenslauf des Filmautors
- 1971 Tago Mago, 120 min.; Experimentalfilm, Regie und Darstellung: Jonatan Briel; ZDF-Produktion

- Dreh ohne konkretes Script in Mainz, Reims, Paris, Ibiza und  Formentera

Inhalt: Paris 1914, zur Ermordung des sozialistischen Führers Jean Jaurès
- 1973 Ein sonderbarer Fall von Liebe, 45 min.; Drehbuch, Regie, Produktion: Jonatan Briel; SFB Produktion

Inhalt:  Bezugnahme auf Charles Baudelaires „Les fleurs du Mal“
- 1973–75 Glutmensch, 90 min.; Drehbuch und Regie: Jonatan Briel; SFB und „Literarisches Berliner Kolloquium“ – Produktion

Inhalt: Werner Brunn spielt Friedrich Hebbel, der sich an seinem 50. Geburtstag, krank ans Bett gefesselt, in Fieberträumen an seine Kindheit erinnert
- 1979 Das Geheimnis; Regie: Jonatan Briel
- 1981–82 Untertänigst Scardanelli; Regie: Jonatan Briel

Inhalt: Hölderlins Drama – ein dichterisches Genie zwischen Wahnsinn und Rückzug
- 1983–84 Dorian Gray im Spiegel der Boulevardpresse; Jonatan Briel als Darsteller
- 1985 Drehbuch zum Kinofilm Die doppelte Fremde

Inhalt: Ein Film über die Stationen innerer Heimatlosigkeit
- bis 1988 Hunkepiel (in Vorbereitung)

Jonatan Briels Filme sind beim ehemaligen SFB einzusehen.

## Hörspiele
- Die Sterne, die auf ihre Hütte lächeln (Text und Regie; SFB 1981)
- Der Versuch, ein Lied zu singen von Karl Günter Hufnagel (SFB 1982)
- Das Haus der Wünsche
- Elli, SO 36 (SFB 1984)
- Katja (SFB 1985)
- Solange du mich liebst, kann ich mich nicht verschlimmern von Susette Gontard (SFB 1985)
- Kleist-Projekt Berlin 1987

| Personendaten    | Personendaten                                     |
| ---------------- | ------------------------------------------------- |
| NAME             | Briel, Jonatan                                    |
| ALTERNATIVNAMEN  | Briel, Jonatan Karl Dieter (vollständiger Name)   |
| KURZBESCHREIBUNG | deutscher Regisseur, Drehbuchautor und Darsteller |
| GEBURTSDATUM     | 9. Juni 1942                                      |
| GEBURTSORT       | Bodenwerder                                       |
| STERBEDATUM      | 26. Dezember 1988                                 |
| STERBEORT        | Berlin                                            |